# روبرت جونسون (لاعب كرة قدم أمريكية أمريكي)
روبرت جونسون (بالإنجليزية: Robert Johnson)‏ هو لاعب كرة قدم أمريكية أمريكي، ولد في 13 فبراير 1987 في لوس أنجلوس في الولايات المتحدة.

## وصلات خارجية
- روبرت جونسون على موقع مرجع كرة القدم المحترفة.كوم (الإنجليزية)